# Нижньополевська сільська рада
Нижньополевська́ сільська рада (рос. Нижнеполевской сельский совет) — сільське поселення у складі Шадрінського району Курганської області Росії.
Адміністративний центр — село Нижньополевське.
Населення сільського поселення становить 744 особи (2017; 860 у 2010, 1161 у 2002).

## Склад
До складу сільського поселення входять:
| Населений пункт       | Населення, осіб (2002) | Населення, осіб (2010) |
| --------------------- | ---------------------- | ---------------------- |
| Назарова, присілок    | 5                      | 8                      |
| Нижньополевське, село | 475                    | 345                    |
| Соровське, присілок   | 488                    | 351                    |
| Чернякова, присілок   | 193                    | 156                    |